# 2-е Иткулово
2-е Итку́лово (баш. 2-се Эткол) — село Нигаматовского сельсовета Баймакского района Башкортостана России. Согласно переписи 2020 года население составляло 831 человек.

## Географическое положение
Расстояние до:
- районного центра (Баймак): 37 км,
- ближайшей железнодорожной станции (Сибай): 84 км.

## История
Бывший административный центр 2-го Иткуловского сельсовета, упразднённого в 2008 году.
Выселок Саитбатталово (Куяндар).
Эпос Урал-батыр передавался устно из поколения в поколение поэтами-сказителями — сэсэнами. В 1910 году фольклорист Мухаметша Бурангулов записал эпос от двух сэсэнов-кураистов: Габита Аргынбаева (≈1850—1921) из аула Идрис и Хамита Альмухаметова (1861—1923) из аула Малый Иткул Иткульской волости Оренбургской губернии. По легенде, после записи этого эпоса Мухаметша Бурангулов подарил сказителю коня, а сам вернулся домой пешком.

## Население
| 2002 | 2010 |
| ---- | ---- |
| 1012 | ↘853 |

Национальный состав
Согласно переписи 2002 года, преобладающая национальность — башкиры (99 %).

## Религия
В селе есть мечеть.

## Известные уроженцы
- Альмухаметов, Хамит Хужиахметович (1861—1923) — сэсэн-импровизатор, кураист.
- Баимов, Бурзян Сафич (1948—2004) — башкирский писатель, фольклорист.
- Габдиев, Шагаргази Шагибалович (1898—1979) — башкирский поэт-импровизатор, сэсэн.
- Ибрагимов, Гайнислам Давлетбаевич (1968—2020) — языковед, переводчик, профессор Российской академии гуманитарных наук.
- Исянбаев, Мазгар Насипович (1936—2025) — экономист, доктор экономических наук, профессор.